# Junee
Junee är en ort i New South Wales i Australien. Folkmängden uppgick till 4 578 år 2011.

## Kommunikationer
Junee betjänas av buss- och tågtrafik. Den närmaste flygplatsen, Wagga Wagga Airport, ligger 39 kilometer från Junee.

### Järnväg
Junee betjänas av järnvägsstationen Junee Railway Station som är belägen på delstatens södra stambana Main Southern Railway. Main Southern Railway utgör en förbindelse mellan Sydney och Albury där den ansluter med en järnväg mot Melbourne. Sträckan mellan Sydney och Junee invigdes stegvis mellan 1855 och 1878, och järnvägsstationen i Junee invigdes den 6 juli 1878. Sedan februari 1881 är Junee även järnvägsknut för banorna mot Narrandera, Hay och Griffith. Resande tåg förbi Junee körs av fjärrtågoperatörn NSW Trainlink som kör två tåg per dag i vardera riktning mellan huvudstäderna Sydney och Melbourne samt två tåg om veckan mellan Sydney och Griffith.

### Väg
Junee är belägen på landsvägen Olympic Highway. På vardagar körs det två bussar i vardera riktning mellan Junee och Wagga Wagga per dag. På helger finns det inga bussförbindelser.

## Utbildning
I Junee erbjuds primärutbildning vid tre grundskolor, Junee Public School och Junee North Public School samt privatskolan St Joseph's Primary School. Junee Public School grundades 1880 och hade 126 studenter år 2007. Junee North Public School hade 184 studenter år 2007. St Joseph's Primary School är en privatskola som grundades 1889. Sekundärutbildning i Junee erbjuds av Junee High School som hade 230 studenter år 2007.